# Prager Straße (Oberösterreich)
Die Prager Straße (B 125) ist eine Landesstraße in Österreich. Sie hat eine Länge von 48,5 km und führt von der oberösterreichischen Landeshauptstadt Linz parallel zur Mühlkreis Autobahn (A 7) und der Mühlviertler Schnellstraße (S 10), bis zu deren Ende bei Freistadt. Im Jahr 1999 verkürzte man zur Prager Straße gehörende Abschnitt von Unterweitersdorf bis zur Staatsgrenze nach Tschechien und wurde in Mühlviertler Straße (B 310) umbenannt, da in diesem Bereich die Mühlviertler Schnellstraße (S 10) als Verlängerung der Mühlkreis Autobahn entstehen sollte (der Bau des Abschnitts Süd bis Freistadt begann 2009, die Verkehrsfreigabe erfolgte 2015).
Mit der Verkehrsfreigabe der S 10 bis Freistadt erfolgte auf der beinahe parallel verlaufenden Landesstraße die Rückbenennung auf die ursprüngliche Bezeichnung „B 125“.

## Geschichte
Die Prager Reichsstraße verband die oberösterreichische Hauptstadt Linz mit der böhmischen Metropole Prag und wurde bereits im 18. Jahrhundert zu einer Kunststraße ausgebaut. Die Teilstrecke zwischen Gallneukirchen und Freistadt wurde 1753 fertiggestellt.
Die Prager Straße gehört zu den Reichsstraßen, die durch das Bundesgesetz vom 8. Juli 1921 als Bundesstraßen übernommen wurden. Bis 1938 wurde die Prager Straße als B 52 bezeichnet, nach dem Anschluss Österreichs wurde die Prager Straße bis 1945 als Teil der Reichsstraße 95 geführt.